# モニーク・シュトルッベ
モニーク・シュトルッベ（Monique Strubbe、2001年7月5日 - ）は、ドイツの女子バレーボール選手、ビーチバレーボール選手。ポジションはミドルブロッカー。ドイツ代表。

## 来歴
- クラブチーム

ケムニッツ出身。2015年、2部リーグのVCO Dresdenへ入団。2020年4月、ドレスナーSCとプロ契約を結び、2020/21シーズンのブンデスリーガで優勝、2021/22、2022/23シーズンのブンデスリーガで3位となった。2023年5月、アリアンツ MTV シュトゥットガルトへの移籍が発表され、2023/24シーズンのブンデスリーガとドイツカップで優勝、欧州チャンピオンズリーグに出場し5位となった。2024年5月、イタリアセリエA1のバレー・ベルガモへの移籍が発表された。
- 代表チーム

2021年、シニア代表に初選出され、同年の欧州選手権でデビューした。2022年、世界選手権に出場した。2023年、ネーションズリーグに出場し8位となった。同年のパリ五輪予選、欧州選手権に出場した。
- ビーチバレー

2016年、2017年にはFranziska Nitscheとペアを組み、2018年にはLina-Marie Liebとペアを組み様々なトーナメントに出場した。

## 球歴
- 世界選手権 - 2022年
- 欧州選手権 - 2021年、2023年
- オリンピック予選 - 2023年
- ネーションズリーグ - 2022年、2023年、2024年

## 所属クラブ
- VCO Dresden（2015-2020年）
- ドレスナーSC（2020-2023年）
- アリアンツ MTV シュトゥットガルト（2023-2024年）
- バレー・ベルガモ（2024-）